# Txérkutino
Txérkutino (en rus: Черкутино) és un poble de l'óblast de Vladímir, a Rússia, segons el cens del 2010 tenia 1.002 habitants. Pertany al districte municipal de Sóbinka.